# Колекція професора В. М. Голубєва
Колекція професора В. М. Голубєва — зібрання творів мистецтва професора В. М. Голубєва яке знаходиться в постійний експозиції Алупкинського палацово-паркового музею-заповідника.

## Історія експозиції
У 1988 році професор Нікітського ботанічного саду Віталій Миколайович Голубєв подарував Алупкинському палацово-парковому музею-заповідникові зібрану ним колекцію живопису та графіки. Колекція нараховує 93 полотна живопису та 113 графічних листів і хронологічно охоплює все XX століття: від «Привидів» (1903) В. Е. Борисова-Мусатова до «Набережної Ялти» (1987) В. М. Разгуліна.
Тепер постійна експозиція розміщена в Шуваловському (Гостьовому) корпусі палацу.
Експозиція знайомить відвідувачів з відомими художніми товариствами та об'єднаннями початку XX століття у Російській імперії, з творами майстрів живопису та графіки, чиї роботи знаходяться в найбільших музеях світу.

## Історія створення колекції

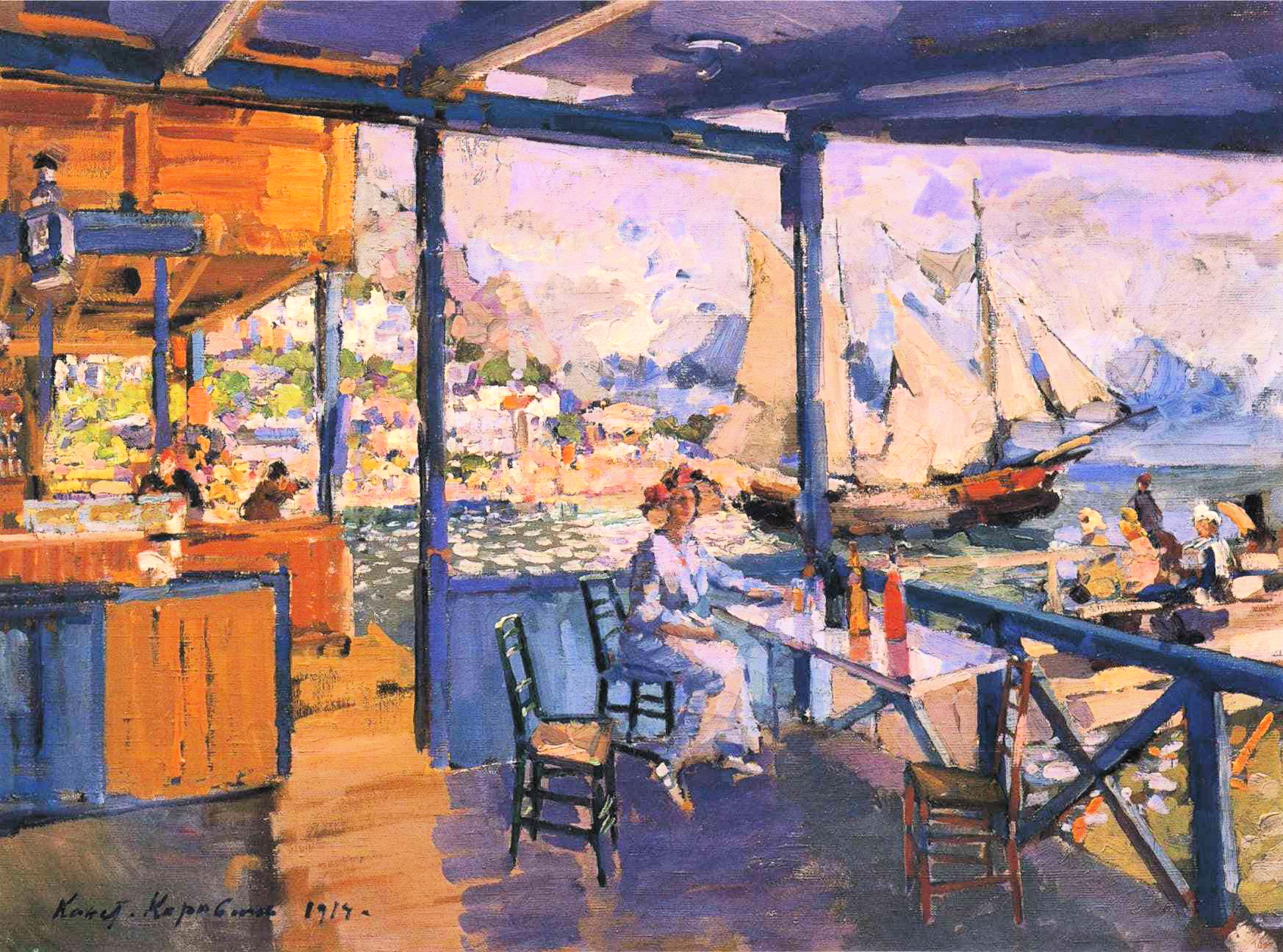
Гавань в Гурзуфі, Костянтин Коровін

Про пошук найвидатніших творів В. М. Голубєв пише у Нарисі історії збирання зібрання і художньо-стилістичних особливостей картин (Очерке истории сложения собрания и художественно-стилистических особенностей картин, 1997), де з вдячністю згадує тих, хто доброчинно допоміг йому у підборі картин для своєї колекції. Полотна прийшли до зібрання В. М. Голубєва різними шляхами: закуповувалися у спадкоємців або самих майстрів, знаходилися дивним чином серед непотрібних речей. Яскраво представлені художні товариства 1900-1920-х років; складних та трагічних 1930-1960-х; окрему цінність цих творів мистецтва, судячи з датування, складає приблизно півсотні; вичерпно представлене піднесення образотворчого мистецтва, який припав на 1970-1980-ті роки.

## Творчі товариства, представлені в експозиції

### Світ мистецтва
Художнє товариство «Світ мистецтва», засноване в 1898 році, до нього можна приписати картини,  які є в збірці: «У саду» (Б. І. Анісфельда, 1908);  «Натюрморт зі статуеткою»  (М. О. Волошина, 1908); «Іспанський пейзаж» (1911). Сюди також слід віднести К. Ф. Богаєвського, який представлений пізніми малюнками Кримських гір.

### Союз російських художників
«Союз російських художників» (1-а виставка відкрита 26 грудня 1903 року в Москві). У ній перебував неперевершений віртуоз мальовничо-пластичного виконання К. О. Коровін, до зібрання увійшли дві роботи: «Вечер в Крыму» (укр. «Вечір в Криму») та "Эскиз декорации к «Маскараду» М. Ю. Лермонтова (укр. "Ескіз декорації до «Маскараду»"М. Ю. Лермонтова") (1910).

### Блакитна троянда
«Блакитна троянда» (1907 р.). Ідейно-художнім засновником цього напрямку є В. Е. Борисов-Мусатов. У зібранні можна побачити, що чільне місце займають його «Пруд» (укр. «Ставок») (1903) та графічний варіант «Привидів» (1903), який характеризує високий рівень живопису, умовність та символічні атрибути мистецтва. Яскравою фігурою цього художнього напряму був М. С. Сар'ян. У колекції також є його пізня, але характерна картина «Захолустная улочка» (укр. «Глуха вуличка», 1943).

### Бубновий валет
«Бубновий валет» — товариство, яке веде початок з однойменої виставки, відкритої у 1910 році,  поєднало у собі славні імена живопису першої половини XX століття: П. П. Кончаловського, І. І. Машкова, В. В. Рождественського, О. В. Купріна , Р. Р. Фалька та ін. В колекції представлені картинки А. В. Лентулова, О. В. Купріна та Р. Р. Фалька.

### Московські живописці.Товариство станковистів
Багато з колишніх бубнововалетців утворили товариство «Московські живописці» (1925 рік), пізніше (1928 рік) перетворене у «Товариство московських художників» (ТМХ), яке займає одне з центральних позицій радянському образотворчому мистецтві. Одночасно з «Московськими живописцями» виникає «Товариство станковистів». Учасників об'єднання (у колекції представлені С. О. Лучишкін, О. А. Лабас, А. М. Козлов) цікавили питання художнього осягнення динамічних ритмів життя, атрибутів машинного століття.

### Товариство «13»
Останнім художнім товариством перед заснуванням єдиного Союзу художників СРСР було товариство «13», яке розпочало своє життя виставкою 1929 року. В наявності колекції графічні картинки Д. Б. Дарана, Н. В. Кузьміна, В. О. Милашенського, А. Ф. Софронової, Т. О. Мавриної та живописця О. Д. Древіна, які входили до цього товариства. До них долучається й В. В. Лебедєв, графічний лист якого «Обнаженная на коленях» (укр. «Оголена на колінах», 1926), виконаний ламповою кіптявою, також знаходиться в колекції.

## Післявоєнний період
У живопису післявоєнного періоду, зібрання представлене достатньо різнопланово, відрізнилися різноманітні тенденції розвитку, різні пошуки соціально-етичного і мальовничого та естетичного характеру. В якійсь мірі успадковувало й стилістичні особливості живопису 20-х років та більш раннього часу. Ця схожість художніх засобів з переглянутими течіями та товариствами почала з'являтися у повній мірі з середини 50-х років, а також у наступні десятиліття, коли художня спадщина минулого — передреволюційного часу — стало доступним для перегляду та отримувати об'єктивні позитивні оцінки.
Важке військове минуле, особисто пережиті та незабуті духовні та фізичні травми, втілюються у М. З. Рудакова. Досить виражено в цьому плані («Трагический натюрморт» (укр. «Трагічний натюрморт»), в якому відчуваються реалії минулих військових подій — кульові поранення, дим пожеж, колючий дріт.
У живописі О. Д. Соколова, теж учасника німецько-радянського  Другої світової війни, навпаки переважає життєрадісне звучання, його полотна наповнені кольоровою стихією, овіяні щирим ліричним почуттям. Правдиво передається настрій суспільства, який переживав миролюбні почуття, оптимістичним є «Натюрморт с маками» (укр. «Натюрморт з маками» 1976). Інша картина, «Камбала» (укр. «Камбала» 1972), виділяється своїми мальовничими якостями: повз товщу блакитно-фіолетової води ледь просвітлюються морські камінчики, риба облямована кільцем сизої води, вихлопної при «приземленні» камбали, з переливанням сріблясто-блакитного відблиску.
Великий шанувальник Криму Єгошин Герман Павлович збагатив збірку картиною «Ночная улица» (укр «Нічна вулиця» 1979), яка була на виставках Дрездена та Цвінґера.  У цьому полотні, як у дзеркалі, переломилися всі складнощі, хвилювання та тривоги сучасного життя, гостро сприйняті художником, що отримали адекватне художнє втілення. В ній уловлюються емоційна імпульсивність, колірна експресія, глибинний гомін переживань.
До серії картин Г. П. Єгошина, Ю. М. Чхаідзе близько стоїть картина І. Н. Зисмана «Гурзуф» (укр. «Гурзуф» 1986), у якій струнна мальовнича енергія надає головний зміст.
До цього кола єдності варто віднести і картини: І. А. Старженської — «Крымский апрель» (укр. «Кримський квітень»), Н. Л. Соколової — «Домик» (укр. «Будиночок»" 1971), «Дворик в Гурзуфе» (укр. «Будинок в Гурзуфі» 1980), Є. Є. Григорьєвої— «Натюрморт с иконой» (укр. «Натюрморт з іконою» 1978), В. П. Соколова — «Натюрморт с иконой» (укр. "Натюрморт з іконою" 1975), «Бахчисарай. Тополя» (укр. Бахчисарай. Тополя 1978), «Софийский мотив» («укр. Софіївський мотив» 1981). Не зовсім далеко відходять від цієї групи і картини В. Ю. Брайніна «Большие деревья» (укр. "Великі дерева" 1977–1982), із серії «Рыбы» (укр. «Риби»1982), «Городской пейзаж» (укр. «Міський пейзаж»1984). Художньо-мальовнича стилістика, яка належить до основи цього циклу картин, успадкувала принципи та досвід імпресіонізму, а у випадку В. Ю. Брайніна — і досягнення Тьорнера.
У дусі народного примітиву виконана картина І. П. Шкадінова «Прогулка к Адаларам» (укр. «Прогулянка до Адалар» 1974), а професійно-художній (культурний) примітивізм цілеспрямовано розроблює Н. І. Нестерова, представленою картиною «Дом Альмы Дунги» (укр. «Будинок Альми Дунги»1980). Разом з тим він зосереджений м'яким побутовим гумором, який робить його ще більш доступним незацікавленому глядачеві.
Цікаві артефакти Інфанте-Арана Франческа, московського художника, який очолюючи взаємодію мистецьких об'єктів та природного середовища, сформував у зібранні доволі представницьку серію: «Вектор поляны» ('укр. «Вектор поляни»1966), Игра жестов (укр. «Гра жестів», «Ипостаси круга» (укр. «Іпостасі кола» 1977), «Зимний квадрат» (укр. «Зимовий квадрат» 1978), «Король треугольника» (укр. «Король трикутника»1978) «Очаги искривленного пространства» (укр. «Вогнища викривленого простору»1979). Художник виконує для своїх композицій дзеркальні плівки, трикутні, квадратні, круглі дзеркала, які з допомогою легших конструкцій розміщені на галявині серед поля, на березі моря і т. д. Технофілізм Інфанте гармонійно поєднується з дитячою любов'ю до феноменів живої природи. На перетині цих структурно-колірних категорій і народжуються його «артефакти», які фіксуються за допомогою фотографії.

### Живопис
- Анісфельд Борис Ізралійович. 1879–1973

1. В саду. 1908–1910. Полотно, олія. 67,5 х 98,5 см.
- Богомазов Олександр Костянтинович. 1880–1930

2. Каміння у воді. 1911. Картон, олія. 32,5 х 40,5 см.
- Бонтя Олена Павлівна. 1936

3. Натюрморт з молочаєм. 1988. Картон, темпера. 38 х 68 см.
- Борісов-Мусатов Віктор Ельпідефорович. 1870–1905

4. Ставок. 1901–1903. Полотно/картон, олія. 38 х 49,6 см.
- Брайнін Володимир Юстимович. 1951

5. Великі дерева. 1977–1982. Полотно, олія. 97 х 75 см.
6. Із серії «Риби». 1982. Полотно, олія. 55,5 х 55,5 см.
7. Міський пейзаж. 1984. Полотно, олія. 30 х 49,5 см.
- Бурдей Олег Григорійович. 1913

8. Портрет художника О. Заріпова. 1984. Полотно, олія. 40 х 49,8 см.
- Бурлюк Давид Давидович. 1882–1967

9. Яблучний сад. Полотно, олія. 67,5 х 52 см.
- Билінський Андрій Миколайович. 1929

10. Гурзуф, ранок. 1980. Полотно, олія. 49 х 72 см.
- Бялиніцкий-Бируля Вітольд Каетанович. 1872–1957

11. Затихлі поля. 1911. Полотно, олія. 84 х 105 см.
- Волошин Максиміліан Олександрович. 1878–1932

12. Іспанський пейзаж. 1911. Картон, темпера. 36,5 х 80,5 см.
- Гауш Олександр Федорович. 1873–1947

13. Ослик. Полотно, олія. 34,5 х 43 см.
- Глущенко Микола Петрович. 1901–1977

14. Паризька кава. Картон, олія. 50 х 70 см.
- Гогуадзе Альберт Йосипович.1935

15. Осінь. 1975. Картон, олія. 70,3 х 49,7 см.
- Григорьєва Катерина Євгенівна. 1928

16. Натюрморт з іконою. 1979. Полотно, олія. 54 х 50 см.
- Древін Олександр Давидович. 1889–1938

17. Барка. 1932. Полотно, олія. 61 х 80 см.
18. Стан в степі. 1932 (написана на звороті попередньої). Полотно, олія. 61,5 х 80 см.
- Єгошин Герман Павлович. 1931–2009

19. Нічна вулиця. 1979. Полотно, олія. 89,5 х 80 см.
- Зарипов Аннамухамед Зарипович. 1947

20. На віслюку. 1979. Полотно, олія. 65 х 85 см.
21. Зима 1941 року. 1982. Полотно, олія. 70 х 79,5 см.
22. Їл травня. 1981. Полотно, олія. 79,5 х 90 см.
- Зісман Йосип Натанович. 1914

23. Гурзуф. 1986. Полотно, олія. 73 х 83 см.
- Іванов Юрій Петрович. 1939

24. Воронові очі. 1975. Картон, олія. 85 х 66,5 см.
25. Лісовик. 1975. Картон, олія. 70,3 х 50,5 см.
26. Домовик. 1975. Картон, олія. 80 х 50,3 см.
- Ісупов Олексій Володимирович. 1889–1957

27. Пейзаж з рікою. Картон, олія. 27 х 45,3 см.
28. Сільський пейзаж. 1915. Картон, олія. 29,3 х 29,5 см.
- Козлов Олександр Миколайович. 1902–1946

29. Портрет Н. К. Піменової. 1940. Папір, олія. 65 х 60 см.
30. Вид з тераси дачі Лентулова. Полотно/ картон, олія. 50,8 х 43,4 см. Полотно
31. Пейзаж. Полотно, олія. 65 х 55 см.
- Коровін Костянтин Олексійович. 1861–1939

32. Вечір в Криму. Полотно, олія. 64,5 х 83 см.
- Крилов Євгеній Ігнатійович. 1926

33. Краснокам'янка. 1979. Полотно, олія. 50 х 65 см.
- Куліков Володимир Опанасович. 1918

34. Весна, Малоярославець. 1978. Картон, олія. 24,5 х 35 см.
- Купрін Олександр Васильович. 1880–1960

35. Куток старого Бахчисараю. 1957. Полотно, олія. 70,5 х 102,6 см.
36. Феодосійський залив. Ранок. 1948. Полотно, олія. 67,5 х 102 см.
37. Вулиця Бахчисарая. Полотно, олія. 73 х 120 см.
38. АюДаг. Досвіток. Полотно, олія. 68,2 х 90 см.
- Лабас Олександр Аркадійович. 1900–1983

39. Станція метро «Динамо». 1949. Картон, олія. 34,5 х 43,5 см.
40. Пейзаж в Коктебелі. 1957. Полотно, олія. 55 х 81 см.
- Лентулов Аристарх Васильович. 1882–1943

41. Чоловік і жінка. 1910. Полотно, олія. 70 х 84 см.
42. Крим. Алупка. 1908. Полотно, олія. 32,3 х 42,7 см.
43. Стара купальня. 1918. Полотно, олія. 59,5 х 62,5 см.
- Лучишкін Сергій Олексійович. 1902–1989

44. Арбатська площа. 1923. Полотно, олія. 50 х 60 см.
45. Композиція. 1922. Полотно, олія. 58,5 х 43 см.
46. Ріка Азау. Кавказ. 1936. Полотно, олія. 50 х 60 см.
- Люмкіс Арон Ізралійович. 1906–1986

47. Ейфорія. 1969. Полотно/картон, олія. 108,5 х 74 см.
48. Композиція. 1960. Картон, олія. 49,5 х 74,5 см.
- Мкртчян Каро Сурейнович. 1951

49. Жіночний портрет. Вірменка. 1984. Полотно, олія. 69 х 55 см.
- Нестерова Наталя Ігорівна. 1944

50. Будинок Альми Дунги. 1980. Полотно, олія. 86,3 х 65 см.
- Нагаєвська Олена Варнавовна. 1900–1990

51. Майстерня Волошина. 1938. Полотно, олія. 54,3 х 62 см.
- Осмеркін Олександр Олександрович. 1892–1953

52. На дивані. Портрет Є. К. Гальпериної. 1929. Полотно, олія. 100 х 119 см.
- Пустовойт Сергій Гаврилович. 1945–1992

53. Фантастичний пейзаж. 1974. Картон, олія. 12,2 х 24,3 см.
- Разгулін Віктор Миколайвич. 1948

54. Вулиця в Гурзуфі. 1981. Полотно/картон, олія. 65,5 х 80 см.
55. Вулиця в Бухарі. 1986. Полотно/картон, олія. 65 х 80 см.
- Рудакова Ольга Михайлівна. 1951

56. Портрет з червоним намистом. Полотно, олія. 87 х 67 см.
- Сар'ян Мартірос Сергійович. 1880–1972

57. Глуха вуличка. 1943. Картон, темпера. 20 х 42,2 см.
- Ситніков Олександр Григорійович. 1945

58. Сурмачний янгол. 1979. Полотно, олія. 65,3 х 55 см.
- Слепишів Анатолій Степанович. 1922

59. Етюд до картини. 1969. Картон, олія. 35 х 49,5 см.
- Соколов Олексій Дмитрович. 1912–2006

60. Натюрморт з маками. 1976. Полотно, темпера. 100 х 90 см.
61. Камбала. 1972. Полотно, темпера. 67 х 77 см.
- Соколов Вадим Петрович. 1942

62. Бахчисарай. Тополя. 1978. Картон, олія. 48,5 х 34,5 см.
63. Натюрморт з іконою. 1975. Полотно, олія. 84,5 х 54,5 см.
64. Софіївський мотив. 1981. Картон, олія. 45,6 х 54,8 см.
65. Вулички в Цесіссі. 1982. Картон, олія. 33 х 42,8 см.
66. Вуличка в Гурзуфі. 1986. Картон, олія. 33 х 44 см.
- Соколова Наталя Львівна. 1943

67. Дворик в Гурзуфі. 1980. Полотно, олія. 59,8 х 70 см.
68. Будиночок. 1971. Полотно, олія. 47 х 60,7 см.
69. Гурзуф. Квітіння. 1977. Полотно, олія. 60 х 80 см.
- Сорокіна Наталя Тихівна. 1918–1991

70. Гурзуф. Море. Полотно, олія. 78 х 58,5 см.
71. Судак. 1979. Полотно, олія. 60 х 80 см.
- Сохатов Валерій Тоганович. 1947

72. Весняний Гурзуф. 1985. Полотно, олія. 50 х 62 см.
- Старженецька Ірина Олександрівна. 1943

73. Кримський квітень. 1976. Полотно, олія. 80 х 60,7 см.
- Страшко Володимир Федорович. 1955

74. Портрет Є. Ф. Молчанова. 1985. Полотно, олія. 40 х 30 см.
- Табенкін Ілля Левович. 1914–1988

75. Натюрморт. 1980. Полотно, олія. 50 х 72 см.
76. Композиція. 1982. Полотно, олія. 65,5 х 75 см.
77. Композиція. 1985. Полотно, олія. 54,5 х 90 см.
- Тетерін Віктор Кузьмич. 1922–1991

78. Червоні виноградники. 1958. Полотно, олія. 80 х 100 см.
79. Кримський пейзаж. 1962. Полотно, олія. 70 х 82 см.
80. Оливи. Жуківка. 1978. Полотно, олія. 62,5 х 87 см.
81. Інтер'єр. 1977. Полотно, олія. 90 х 69,5 см.
- Тулепбаєв Єрболат Тогісбаєвич. 1955

82. АюДаг. 1984. Полотно, олія. 60 х 80 см.
- Удальцова Надія Андріївна. 1886–1961

83. Весняний пейзаж. 1931. Полотно, олія. 60 х 79,5 см.
84. Пейзаж з таючим снігом. 1931. Полотно, олія. 59,5 х 74,5 см.
- Ульянов Микола Іванович. 1922

85. Адалари. 1979. Картон, олія. 35 х 50 см.
- Фальк Роберт Рафаілович. 1886–1958

86. Пейзаж з вікна. Париж (з великим небом). 1937. Полотно, олія. 73,3 х 92,3 см.
87. Алупка. Пейзаж з морем. 1950. Полотно, олія. 81 х 66 см.
- Цвєткова Валентина Петрівна. 1917

88. Весняні квіти. 1974. Полотно, олія. 60 х 90 см.
89. Незабудки. 1969. Картон, олія. 32,3 х 46 см.
- Чхаідзе Юза Миколайович. 1942

90. Вид у Парковій. 1980. Полотно, олія. 69,5 х 60 см.
91. Натюрморт з ворсовальною шишкою . 1980. Картон, олія. 79,6 х 49,5 см.
- Шейхель Марк

92. Нашесття. 1920-ті роки. Полотно/картон, олія. 47 х 56 см.
- Шкадінов Іван Павлович. 1901–1985

93. Прогулянка до Адаларів. 1974. Полотно, олія. 74 х 104 см.
- Ерделі Альберт Михайлович. 1891–1955

94. Сільський пейзаж. 1949. Картон, олія. 59,7 х 92 см.
- Яновський Володимир Костянтинович. 1876–1966

95. ЧуфутКале. Полотно, олія. 54,7 х 97,5 см.

### Графіка
- Анісфельд Борис Ізралійович. 1879–1973

1. Натюрморт зі статуеткою. 1908. Папір, акварель. 23,3 х 25,7 см.
- Антипова Євгеній Петрівна. 1917–2009

2. Пейзаж в Жуківці. 1981. Папір, акварель. 51,4 х 73,2 см.
3. Натюрморт з трояндами. 1968. Папір, акварель. 64 х 51,5 см.
- Барто Ростислав Миколайвочи. 1902–1974

4. Портрет М. С. Волошиної. 1967. Папір, акварель. 29 х 21 см.
- Басов Яків олександрович. 1914–2004

5. Весняні води. Папір, акварель. 25 х 34 см.
- Богаєвський Костянтин Федорович. 1872–1943

6. Кози. 1923. Папір, олівець. 32,5 х 48,5 см.
7. Пейзаж в Козах. Папір, олівець. 30 х 48 см.
8. Горний пейзаж. Папір, олівець. 36,5 х 56,5 см.
9. Лист з серій літографій «Кіммерія». Папір, олівець. 34,3 х 41,3 см.
- Борисов-Мусатов Віктор Ельпідіфорович. 1870–1905

10. Привиди. 1903. Картон, акварель, гуаш. 45 х 58 см.
- Бруні Тетяна Георгіївна. 1902–2001

11. Ескіз декорації до «Жюстине Фавар». 1951. Папір, малегот. 48,1 х 71,4 см.
- Бучкін Петро Дмитройович. 1886–1965

12. Молодиця. Папір, картон, акварель. 38,2 х 22,5 см.
- Волошин Максимілан Олександрович. 1878–1932

13. Відливи раковини. 1925. Папір, акварель. 25,5 х 34 см.
14. Пагорбі стежки . 1928. Папір, акварель. 18,5 х 34 см.
15. Хмари над Коктебелем. 1930. Папір, акварель. 18 х 24,3 см.
16. Коктебель. 1930. Папір, акварель, тушь. 21 х 28,3 см.
- Голубєв (Авін) Павло Вітальович. 1952

17. Нікітський сад (триптих). Композиція 1. 1984. Папір, акварель. 69 х 48 см.
18. Нікітський сад. Композиція 2. 1984. Папір, акварель. 69 х 48 см.
19. Нікітський сад. Композиція 3. 1984. Папір, акварель. 69,5 х 47,5 см.
- Даран Данило Борисович. 1894–1964

20. У басейні. Папір, акварель, туш. 28 х 29,5 см.
21. У цирку. Папір, акварель. 26 х 23 см.
22. Із серії «Чарлі Чаплін». Папір, туш. 32,5 х 25,9 см.
23. Із серії «Чарлі Чаплін». Папір, туш. 10,5 х 7,7 см.
24. Акробатки. Папір, туш. 10,5 х 7,4 см.
- Ермілова-Платова Єфросинія Федосівна. 1895–1974

25. Гадалка. 1936. Папір, туш. перо. 29 х 20,5 см.
26. Портрет Є. В. Нагаєвської. 1939. Картон, сангіна. 44 х 32 см.
- Жаба Альфонс Константинович. 1878–1942

27. У селі. 1918. Папір, картон, акварель. 34 х 28 см.
28. Дорога в горах. 1932. Папір, акварель. 32 х 23 см.
- Жаба Ніна Костянтинівна. 1875–1942

29. У мавзолею. 1921. Папір, акварель. 42,3 х 25,8 см.
30. Дитяче село. 1924. Папір, акварель. 25 х 31 см.
31. Колоси. Папір, акварель. 40,5 х 30 см.
32. На півночі. 1925. Папір, акварель. 17 х 23,4 см.
- Козін Яків Дмитрович. 1896–1973

33. Долина ріки Альми. 1953. Папір, акварель. 19,7 х 27,2 см.
34. Мис Меганом. 1956. Папір, акварель. 20,2 х 27 см.
- Коровін Костянтин Олексійович. 1861–1939

35. Ескіз декорації до «Маскараду» М. Ю. Лермонтова. 1910. Папір, темпера. 46,5 х 64 см.
- Кузьмін Микола Васильович. 1890–1987

36. За столиком. 1938. Папір, туш. 16,5 х 10,5 см.
- Куліков Афанасій Єфремович. 1884–1949

37. Лубок. 21,5 х 30 см.
- Лебєдєв Володимир Васильович. 1891–1967

38. Гола на колінах. 1926. Бумага, ламповая копоть. 20 х 30 см.
- Лембет Р.

39. Дружній шарж (В. М. Голубєв серед картин своєї збірки). 1980.
Папір, акварель. 16 х 18,5 см.
- Лобода Володимир Вікторович. 1943

40. Митець та модель. 1981. Гравюра. 21 х 13,5 см.
72. Обетка (азбука) з 32 буквиць. 1981. Папір, ліногравюра. 21 х 15 см.
73. Людмила та я. 1982. Гравюра. Папір. 15,5 х 10,7 см.
- Лобода Людмила Анатоліївна. 1945

74. Портрет В. Лободи. 1981. Папір, ліногравюра. 21 х 13,5 см.
75. Жіночий портрет. 1981. Папір, ліногравюра. 21 х 14,5 см.
76. Ілюстрації до трагедії О. С. Пушкіна «Кам'яний гість»
Папір, гравюра на дереві. 21,2 х 15,3 см.
77. О. С. Пушкін. «Моцарт та Сальєрі». 1982. Папір, ліногравюра. 21,5 х 15,4 см.
- Мавріна Тетяна Олексіївна. 1902–1996

78. Святковий букет. 1945. Папір, акварель. 50,5 х 36,5 см.
79. Червона площа. Папір, акварель. 4 х 6 см.
- Милашевський Володимир Олексійович. 1893–1976

80. Лежача жінка. Папір, туш, перо. 29 х 18 см.
81. Сидяча жінка . Папір, туш, перо. 25,8 х 17,5 см.
- Покровська Тетяна Олександрівна. 1903

82. Гурзуф. Папір, акварель. 46,8 х 61 см.
- Пустовойт Сергій Гаврилович. 1945–1992

83. Гірський пейзаж. 1974. Картон, пастель. 32 х 45 см.
- Разгулін Віктор Миколайович. 1948

84. Набережна Ялти. 1987. Папір, фломастер. 24 х 32 см.
- Рахіна Валентина Іванівна. 1932

85. Гурзуф, осінь. 1983. Папір, акварель. 32 х 47,5 см.
- Ремізова Варвара Леонідівна. 1916

86. Захід на Волзі. 1980. Папір, акварель. 36 х 51,5 см.
- Рудаков Михайло Захарович. 1914–1985

87. Адалари. Папір, пастель. 54 х 75 см.
88. Начерк портрета В. М. Голубєва. 1978. Папір, олівець. 21 х 16,1 см.
89. Портрет В. М. Голубєва. 1978. Папір, олівець. 40 х 29,5 см.
90. Червоний натюрморт. Картон, пастель. 58,7 х 40,3 см.
91. Трагічний натюрморт. Папір, пастель. 64 х 44 см.
92. Натюрморт з блакитними чашками. Папір, пастель. 58,5 х 49,5 см.
- Софронова Антоніна Федорівна. 1892–1966

93. Бахчисарай. Вечір. 1956. Папір, акварель. 35 х 44,5 см.
- Сідур Вадим Абрамович. 1924–1986

94. Поцілунок. 1963. Папір, гуаш. 40,7 х 29,5 см.
- Соколов Вадим Петрович. 1942

95. Вид в Гурзуфі. 1986. Папір, монотонія. 13,8 х 19,8 см.
96. Гурзуф. 1986. Папір, монотонія. 44 х 28,7 см.
- Старженецька Ірина Олександрівна. 1943

97. Жуківка. Пейзаж з оливами. 1976. Папір, акварель. 31,7 х 42,5 см.
- Страшко Володимир Федорович. 1955

98. Дівчина з БАМу 1982. Папір, вугілля. 42 х 38 см.
- Табенкін Ілля Левович. 1914–1988

99. Натюрморт з птахами. Папір, пастель. 28 х 33,2 см.
- Тетерін Віктор Кузьмич. 1922–1991

100. Виноградники. 1978. Папір, акварель. 51 х 73 см.
101. Пустинний берег в Жуківці. 1973. Папір, акварель. 50 х 65,5 см.
- Ульянов Микола Павлович. 1875–1949

102. Оголена. 1917. Папір, акварель. 41,5 х 28,5 см. Папір
- Елібекян Генріх Вагаршакович. 1936

103. Куток старого Тбілісі. 1960. Папір, монотонія. 22 х 12,5 см.
- Юон Костянтин Федорович. 1875–1958

104. Натуриця. 1923. Папір, олівець, сангіна. 34 х 21 см.
- Яновський Володимир Костянтинович. 1876–1966

105. Ялта з масандрівського берега. Папір, акварель, гуаш. 28,5 х 41,2 см.

### Інфанте-Арана Франсіско. 1943
1. Вектор поляни. 1966. Фотовідбиток. 28 х 28 см.
2. Гра жестів. 1977. Фотовідбиток. 28 х 28 см.
3. Гра жестів. 1977. Фотовідбиток. 28 х 28 см.
4. Іпостасі круга. 1977. Фотовідбиток. 28 х 28 см.
5. Зимний квадрат. 1978. Фотовідбиток. 28 х 28 см.
6. Іпостасі круга. 1978. Фотовідбиток. 28 х 28 см.
7. Король трикутника. 1978. Фотовідбиток. 28 х 28 см.
8. Вогнища викривленого простору. 1979. Фотовідбиток. 28 х 28 см.